# Euphyia antigonia
Euphyia antigonia är en fjärilsart som beskrevs av Louis Beethoven Prout 1939. Euphyia antigonia ingår i släktet Euphyia och familjen mätare. Inga underarter finns listade i Catalogue of Life.